# Авария (фильм, 1965)
«Авария» — советский полнометражный чёрно-белый детективный художественный фильм, поставленный на Киностудии «Ленфильм» в 1965 году режиссёрами Александром Абрамовым и Наумом Бирманом.
Премьера фильма в СССР состоялась 12 июля 1965 года.

## Сюжет
Шофёр Паначук торопится в районный центр, посёлок Горск. Несмотря на спешку и видимую нетрезвость (полбутылки водки и пиво с утра), по пути он берёт «левых» пассажиров. В посёлке к нему подходит милиционер, которому Паначук сообщает, что видел за рулём разбившегося на дороге «Москвича» погибшего поселкового доктора.
Позже на имя молодого районного прокурора Чижова приходит анонимное письмо, в действительности написанное Иваном Ермолаевичем — пожилым человеком, в доме которого этот же районный прокурор снимает комнату. Иван Ермолаевич, имеющий склочный характер, был одним из пассажиров, которых подвозил Паначук. В анонимном письме он обвиняет шофёра в пьянстве за рулём и аварии, повлёкшей гибель поселкового доктора. Чижов быстро раскручивает версию убийства по неосторожности, однако подчинённый Чижову пожилой следователь прокуратуры не спешит с написанием обвинительного заключения.
Впоследствии Иван Ермолаевич оговаривает и Чижова, обвинив его в свя́зи со своей падчерицей Галиной, беременной от другого мужчины, но стесняющейся сказать правду. Галина бесследно исчезает: все полагают, что она покончила с собой из-за Чижова.
Чижова отстраняют от должности, ему никто не верит, он оказывается в той же ситуации, что и Паначук. В характере прокурора происходит перемена, когда из обвинителя он сам становится обвиняемым.
Пожилой адвокат, с которым Чижов раньше часто конфликтовал, жалеет его. Он находит уехавшую к отцу своего будущего ребёнка Галину, которая к тому времени уже вышла за него замуж. Галина сообщает следствию правду, Чижова восстанавливают в должности. Тем временем пожилой следователь прокуратуры находит истинного виновника аварии, им оказывается водитель похожего грузовика, спекулирующий ворованными пустыми мешками. Паначука отпускают из-под следствия.
В концовке фильма Паначук случайно подвозит Чижова и его жену.

## В ролях

Кадр с титром фильма

- Виктор Тарасов — Чижов, районный прокурор
- Юрий Толубеев — следователь Антон Афанасьевич Пилипенко
- Владимир Ратомский — Иван Ермолаевич Дроздов
- Николай Сергеев — Алексей Николаевич, адвокат
- Владимир Кашпур — шофёр Паначук
- Ксения Минина — Галина
- Аркадий Волгин — Алексей, кавалер Гали
- Игорь Горбачёв — Иван Фёдорович, заместитель прокурора области
- Ирина Зарубина — Дарья Степановна Ушакова
- Гелий Сысоев — Михаил Кузнецов, помощник прокурора
- А. Юрова — мать Панчука

## Съёмочная группа
- Автор сценария — Владимир Померанцев
- Режиссёры — Александр Абрамов, Наум Бирман
- Главный оператор — Вячеслав Фастович
- Художники — Александр Блэк, Дмитрий Рудой
- Режиссёр — Наталия Трощенко
- Композитор — Борис Клюзнер